# Beinn Ime
Beinn Ime är ett berg i Storbritannien.   Det ligger i kommunen Argyll and Bute och riksdelen Skottland, i den nordvästra delen av landet, 600 km nordväst om huvudstaden London. Toppen på Beinn Ime är 1 011 meter över havet.
Terrängen runt Beinn Ime är huvudsakligen kuperad.Runt Beinn Ime är det glesbefolkat, med 8 invånare per kvadratkilometer. Närmaste större samhälle är Garelochhead, 17,2 km söder om Beinn Ime. I omgivningarna runt Beinn Ime växer i huvudsak blandskog.